# Kvinnor under vikingatiden
Kvinnorna under vikingatiden har visat sig ha haft en mycket betydelsefull roll i samhället. Arkeologiskt material och skriftliga källor har visat att kvinnorna var framstående och att de i många fall var jämbördiga med männen. Den fria vikingatida kvinnan var en drivkraft i samhället som kunde ägna sig åt i stort sett samma sysslor som männen och hade många olika yrkesmöjligheter. I äktenskapsfrågor hade kvinnan många möjligheter, vilket liknar situationen i det moderna samhället. När det kom till ekonomi och politik hade kvinnorna dock inte mycket att säga till om. 
Genom forskning och utgrävningar har man fått en ungefärlig bild av vad kvinnorna bar för kläder under vikingatiden och man kan se att smycken var en viktig del av klädedräkten. I början av vikingatiden var kvinnan privilegierad men när kristendomen kom till Norden började hennes ställning förändras. Denna artikeln berör enbart de jordbrukande delarna av Norden och folk som talade runsvenska. Den tar i huvudsak upp de positiva aspekterna gällande kvinnornas liv under vikingatiden.

## Vikingakvinnans liv

### Kvinnornas roll i samhället

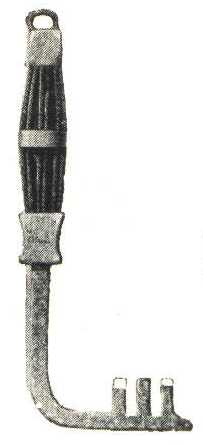
Nyckel från vikingatiden

Att sköta hushållet och gården var mycket av det som kvinnornas vardagsliv handlade om, speciellt när männen inte var närvarande. Detta innebar att ta hand om familjen, skörden och försvara hushållet. Genom att undersöka gravplatser från vikingatiden har arkeologer kunnat se att kvinnornas roll i det vikingatida samhället var bemärkt. Man har funnit fina gåvor såsom pälsar, guldsmycken och kistor i somliga kvinnogravar. Något annat som upptäckts genom utgrävningar av gravar är att man i flera fall har hittat likadana objekt i manliga och kvinnliga gravar. Exempel på föremål som hittats är olika köksredskap vilket visar på att båda könen var delaktiga i det vardagliga arbetet vilket tyder på jämställdhet. Kvinnan var under vikingatiden inte jämlik med mannen men som partner till sin man sågs kvinnan som likvärdig. Något som tyder på att kvinnan hade en betydande roll i samhället, speciellt i hemmen, är att i många vikingatida kvinnogravar har man funnit nycklar. Nyckeln är en av kvinnornas mest markanta symboler. Den tyder på att kvinnan som husfru hade makt över både gården och hushållet.

#### Arbetsuppgifter för kvinnor
Kvinnor med hög rang hade många uppgifter under vikingatiden. Exempelvis kunde kvinnor vara skräddare och hantverkare men också läkare och värdshusvärd. Kvinnor kunde även vara präster eller Gydja vilket betydde att hon då var guden Frejs prästinna vilket var något som gav hög status. Som Gydja skulle man sköta det rituella blotet så som att välsigna öl och att föra vidare muntliga traditioner. En annan uppgift som kvinnor kunde arbeta med var att driva handel. Det vet man bland annat eftersom man har hittat föremål som köpmansvågar i kvinnogravar. Det fanns en del kvinnor som intresserade sig för att rista runor och att bygga broar och vägar. Men det fanns också många kvinnor som sysslade med det som var traditionellt kvinnligt under vikingatiden som sömnad och vävning.

#### Ekonomi och politik
Ekonomiskt hade de gifta kvinnorna betydligt mindre att säga till om än männen, männen hade makten. Vid exempelvis ekonomiska transaktioner behövde maken eller fadern ge sitt medgivande. När det kom till arvsfrågor blev kvinnan bortprioriterad. I länder som Sverige, Norge och Island fick inte kvinnor ändå fram till 1000-talet ärva något om det fanns äldre bröder. Hur själva arvsrätten såg ut berodde dock på var man bodde, i Värend i Småland var till exempel arvsrätten lika för döttrar och söner. Trots att kvinnan i många fall inte fick ärva i första led, fanns det andra sätt för kvinnan att få arv. Männen omkom ofta när de var ute till sjöss vilket gjorde att arvet gick till kvinnorna. På en runsten från 1000-talet som hittats vid Hillersjö i Mälardalen är en text inristad om en kvinna som hette Gerlög, hon är ett exempel på en kvinna som fått ärva mycket trots att hon inte hade arvsrätt. Även inom politiken hade kvinnorna en annan position än männen. Kvinnornas roll var mindre viktig inom politiken och på tinget, dock var det tillåtet för markägande kvinnor att delta vid tingsförhandlingar.

### Kvinnorna reste
Under vikingatiden var det inte bara männen som reste och var ute till havs, utan även kvinnorna. Skriftliga källor och arkeologiskt material bevisar att kvinnor liksom männen reste runt över världen, till Grönland, England, Ryssland, Frankerriket och många fler länder. Under vikingatiden var det många kvinnor som ville ut på upptäcktsresor. I Uppland har man exempel funnit en runsten men texten "Ingerun Hårds dotter lät rista runorna efter sig själv. Hon ville vara österut och till Jerusalem...". Om denna kvinna kom iväg på sin resa vet man inte men något som visar på att andra kvinnor lyckades ta sig iväg är kvinnogravar från andra länder.

### Förhållanden och relationer
Kvinnorna under vikingatiden bestämde i stor grad över sig själva, även när det kom till äktenskap. Om en kvinna inte ville ingå i ett äktenskap kunde hon vägra det. Skilsmässa var även möjligt, även från kvinnans håll. Hon kunde kräva separation om så var fallet men då var det viktigt att det fanns vittnen runt omkring. Vid skilsmässa kunde kvinnan ta med sig hemgiften och därefter fanns det inget som sade att hon inte fick gifta om sig. Att bli änka under vikingatiden behövde inte betyda något negativt, tvärtom, änkan tog över mannens roll som överst i familjen och fick all den makt mannen tidigare haft. Hon fick styra över gården, silvret och marken och ibland kunde det vara så att hon fick arv från sin döde makes familj.
Det fanns en del normer som man förhöll sig till när det kom till äktenskap och att skaffa barn. Om en kvinna av finare slag ingick i ett förhållande med en man med lägre status ansågs det vara skamligt. Vidare gällde även att ett barn vars mamma var fri och pappa var träl blev barnet i regel en träl men om en fin fri man skaffade barn med en kvinnlig träl tillhörde barnet de fria klasserna.

### Kvinnornas roll i krigen
Under vikingatiden fanns det kvinnor som var med och deltog i strid. Det är dock omdiskuterat bland historiker vilken roll kvinnorna hade i krigen och i vilken omfattning de deltog. Det diskuteras även om huruvida sköldmörna fanns under vikingatiden. Men något historiker är överens om är att enstaka kvinnor var närvarande i strid, det vet vi genom att vapen hittats i kvinnliga vikingagravar. Ett bevis som stärker denna teori, att kvinnor deltog i krig och dessutom kunde ha högt uppsatta roller, är den välbevarade graven för den kvinnliga vikingakrigaren i Birka. Något annat man vet är att kvinnor följde med ut i krig som läkare men utöver det tros männen varit de som krigade i första hand.

### Kvinnliga kultledare
Forskning och arkeologiska fynd visar på att det fanns kvinnor under vikingatiden som var magiker och kultledare. De kallades för völvor och hade en hög social status, de kunde sedja, spå och förtrolla. I gravar som tyder på att kvinnan som begravts där varit rik och nobel har man hittat föremål som kan kopplas till kulter. Fynden gjorda i dessa gravar, som pekar på kultverksamhet, är bildvävnader, dryckeskärl och olika stavar som tros vara völvastavar.

## Kläder och smycken

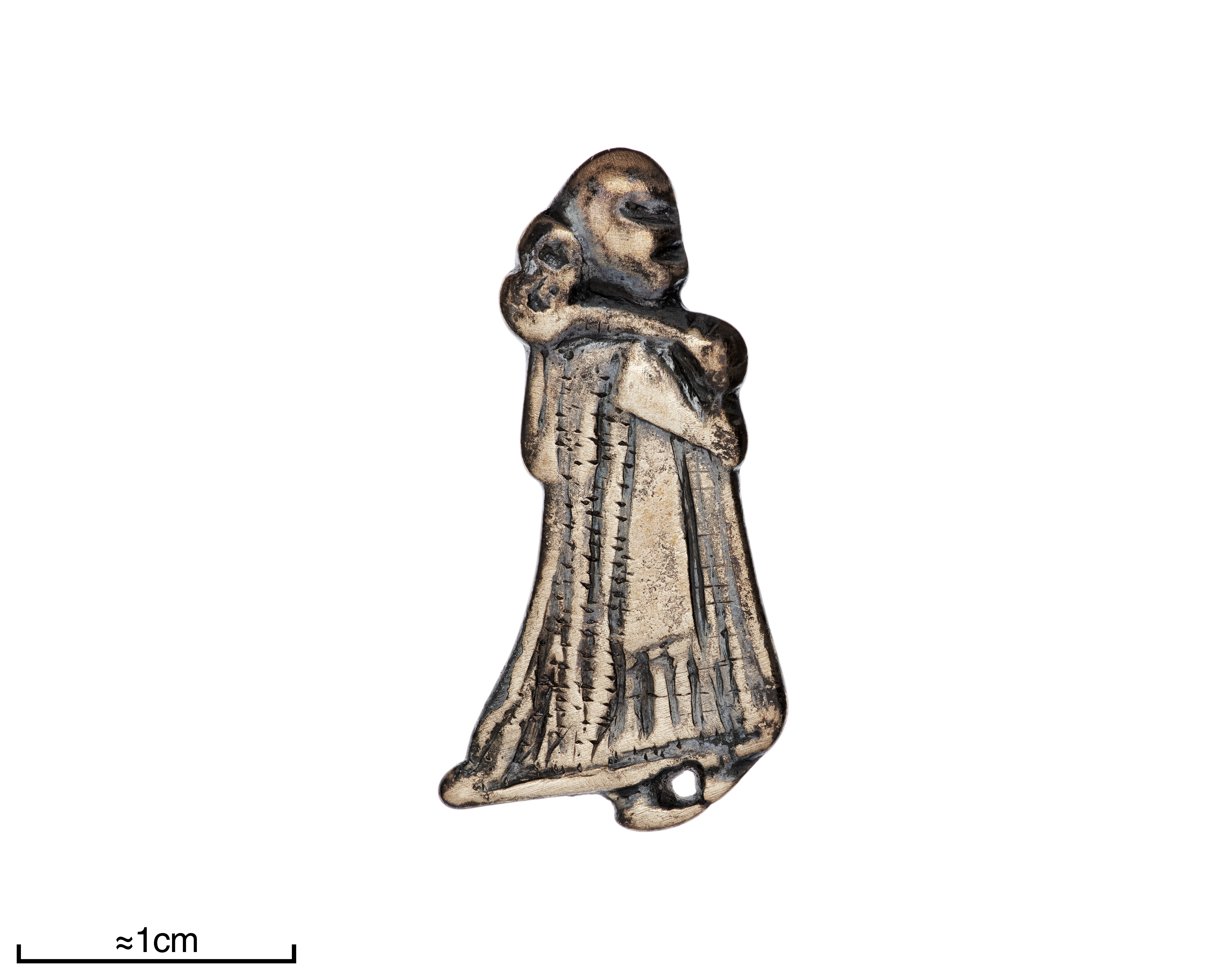
Smycke av en kvinnofigur som hittades på Birka.

Det är svårt att veta exakt vad kvinnorna bar för kläder under vikingatiden då bland annat människorna i Norden brändes innan de begravdes men att kvinnorna bar kläder gjorda av ull, lin och hampa och att de framställde sina egna kläder har konstaterats. Fynd från kvinnogravar visar även på att kvinnorna bar ett flertal föremål som utsmyckade klädedräkten och höll den på plats, allt från broscher till nålar och spännen. Andra fynd som amuletter, beslag och mindre kvinnofigurer ger en uppfattning om hur kvinnorna var klädda. De tyder på att kvinnan bar kjolar som nådde ner till fötterna, att kläderna ofta hade broderier och bårder och att kvinnan även bar sjal från och till. I kvinnogravar på Birka har man även funnit pärlor. År 1990–1995 hittade arkeologer 6000 glaspärlor på Birka, pärlor från Östra Medelhavsområdet men också från Birka. Fynden pekar på att det var populärt att bära pärlor i bergkristall, glas och karneol för kvinnor under 900-talet på Birka.

### Feminina gotländska smycken
På Gotland under vikingatiden hade smyckena fler funktioner än att endast hålla ihop klädedräkten, ännu viktigare var deras roll i att visa upp den gotländska identiteten. Vid utgrävningar på Gotland har man lyckats hitta välbevarade smycken i skelettgravar där placeringen av smyckena på skelettet har skapat en förståelse för hur man bar dem.

#### Dräktspännen
Smycken som hade den praktiska funktionen att hålla ihop klädedräkten var av typen spännen. Olika typer av spännen hade olika funktion. Djurhuvudformiga spännen men även mer simpla spännen användes ofta för att fästa hängselkjolen. På Gotland var det mycket vanligt att dessa spännen bars två och två som ett par. Smycken förekommer med olika kvalitet och en del är enklare än andra. Man har hittat spännen som är enkelt prydda men även spännen som är av högre kvalitet när det kommer till utsmyckning av själva spännet, till exempel spännen med spiralornering och ornerade djur. Det så kallade praktspännet var en annan typ av spänne som kvinnorna bar under hakan som även syntes tydligt. Detta användes för att hålla ytterplaggen på plats. Ofta var det ett dosformigt spänne, ett spänne som är likt en dosa och är runt och upphöjt. Ryggknappsspännet en är en annan typ av spänne som användes av kvinnorna på Gotland under vikingatiden. Detta spänne utgörs av olika gjutna fragment. På Gotland bestod spännet av tre delar som då tillsammans bildade det så kallade ryggknappsspännet. Detta spänne är ett mycket välgjort smycke där tid verkar ha lagts ner i tillverkningsprocessen och ryggknappsspännet var även ett smycke som troligen användes i flera generationer då man sett att många spännen av denna typ blivit reparerade vilket tyder på en lång bruksperiod. Redskapsspännet var ett spänne som var speciellt för Gotland. Spännet användes för att bära olika redskap. I själva spännet fästes kedjor eller band i vilka man hängde redskap. Redskapen som ofta hörde till detta spänne var nålhus, pincetter, örslevar och nycklar.

##### Dräktsmycken

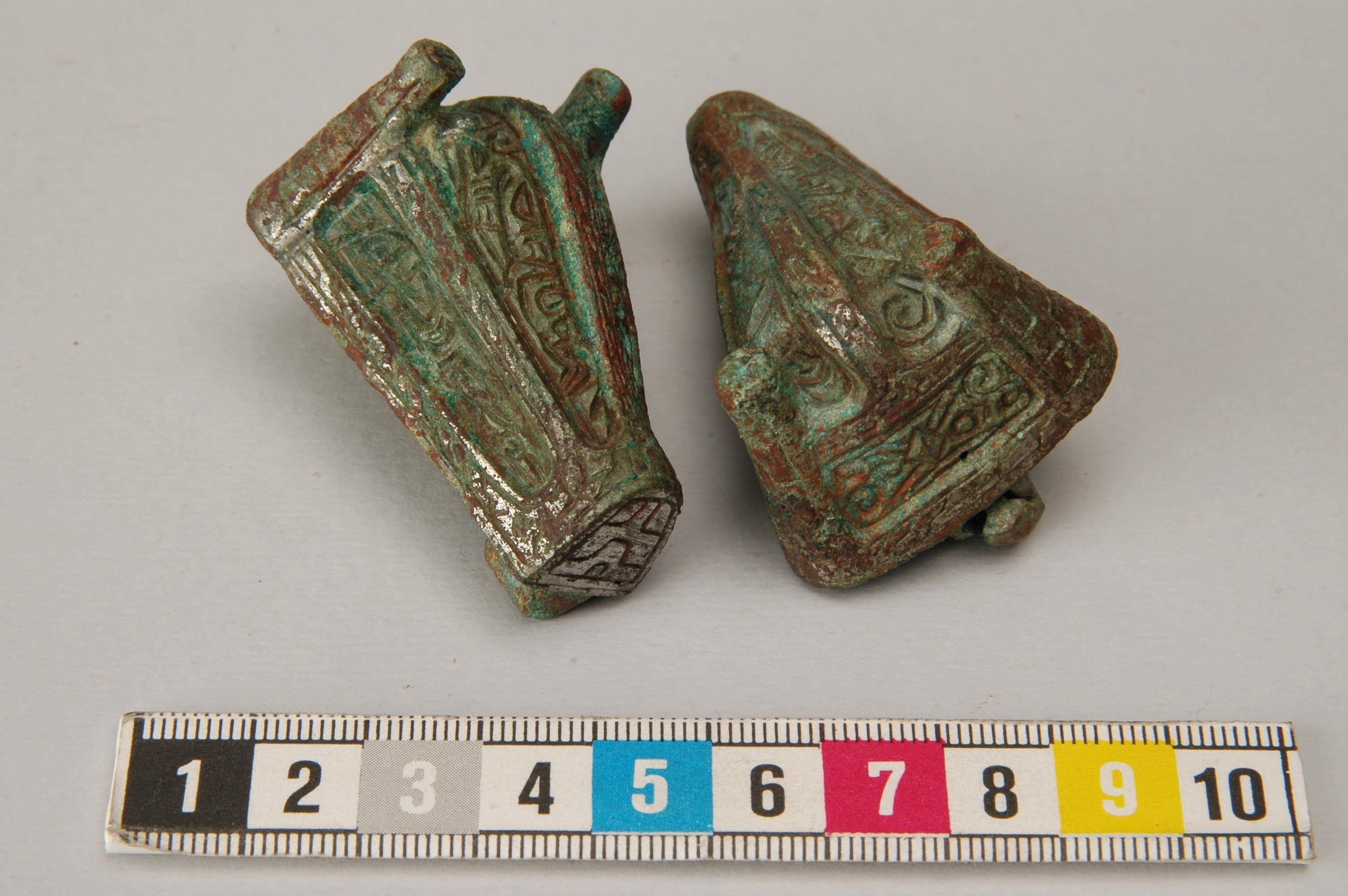
Djurhuvudformat spänne.

Smycken vars funktion var att utsmycka fanns det flera olika typer av. Ett populärt smycke att bära var garnityren, vilket var ett smycke som bars på bröstet som bestod av smycken i flera rader likt ett halsband. En garnityr kunde se ut på olika sätt men vanligt var att den var gjort av kedjor trädda med olika pärlor och hängen. Den kunde även bestå av endast kedjor, en så kallad kedjegarnityr. Smycket skapades med två kedjeplattor som sammankopplades med flera olika kedjor. Man bar smycket på så sätt att man fäste de två kedjeplattorna på varsin sida av bröstet. Pärlgarnityr var en annan typ av garnityr. Den var gjord av två så kallade pärlspridare vilket är långa skenor med hål i, där man knöt fast snoddar. I snoddarna fästes pärlor i rader. Längst ner kunde det även fästas olika hängen, exempelvis fiskhuvudformade hängen. Att bära stora smycken som bestod av olika sektioner var typiskt för den tidigare delen av vikingatiden och blev mindre populärt under senare delar av vikingatiden då man började använda mer enkla smycken.

##### Hängen
Den gotländska smyckesuppsättningen bestod av många hängen. Typiskt just på Gotland var att bära hängen formade som ett fiskhuvud, de såg ut som en fisk som gapade. Dessa hängen bars på olika sätt, antingen som en krage där flera hängen bildade en rad, som hängen på raden längst ner på en garnityr eller hänga på en pärlgarnityr eller en kedjegarnityr. Ofta hade man dessa hängen i ett stort antal och man kan se att det var särskilt två olika modeller som förekom. Den äldsta var gjord av tunt bronsbleck och den senare varianten var gjuten. De gjutna hängena var mycket tunga och svåra att bära vilket kan vara en anledning till att de inte har hittats i gravar utan endast i depåer. Många andra hängen som var speciella för Gotland var mer ensamstående. De hängena kunde vara tungformiga där hänget var format som en lång oval tunga, det som fick formen att sticka ut för denna typ av hängen var en vippande smal ände. De kunde även vara skopformiga och silformiga vilka hade liknande former där de ofta var runda eller ovala. De skopformiga hängena hade en upphöjning med ett hål för att kunna hängas upp och de silformiga hängena hade ofta tre hål. Dessa tre hängen användes ofta tillsammans. Brakteaterna är en annan sorts hänge som man sett använts under vikingatiden men även innan det. Hänget såg ut som ett stort mynt vilka var präglade med reliefmönster och ornamentik. Dessa kunde förekomma i guld och i brons som kunde vara förgyllt. Brakteaterna som var gjorda i guld har hittats i depåer men inte gravar, däremot har hängen av denna typ gjorda i brons hittats i kvinnogravar. Genom utgrävningar har man även kommit över hängen gjorda i bergkristall med silverinfattning. Dessa verkar ha varit unika då man endast har hittat bergkristallhängen i enstaka gravar och depåer. Av de hängen man hittat genom utgrävningar har hängenas kristall varit slipad och i flera fall varit av hög kvalitet. Detta gör att dessa hängen tros ge en föreställning av förstoringsglas. Tillsammans med flera bergkristallhängen har man funnit ett smycket som är ensamt för sitt slag. Det är av samma typ men i silverfattningen sitter en ametistkristall istället för en bergkristall vilket gör hänget unikt. Andra unika hängen som påträffats på Gotland är bland annat ett benringhänge och två runda hängen. Benringhänget är en ring som är gjord av ben, varför detta smycke tros vara ett hänge är på grund av att ena sidan på ringen är mycket sliten och smal. De två runda hängena man hittat är lika brakteater i utseende, de är gjorda i brons och prydda med halvmånar.

#### Pärlor

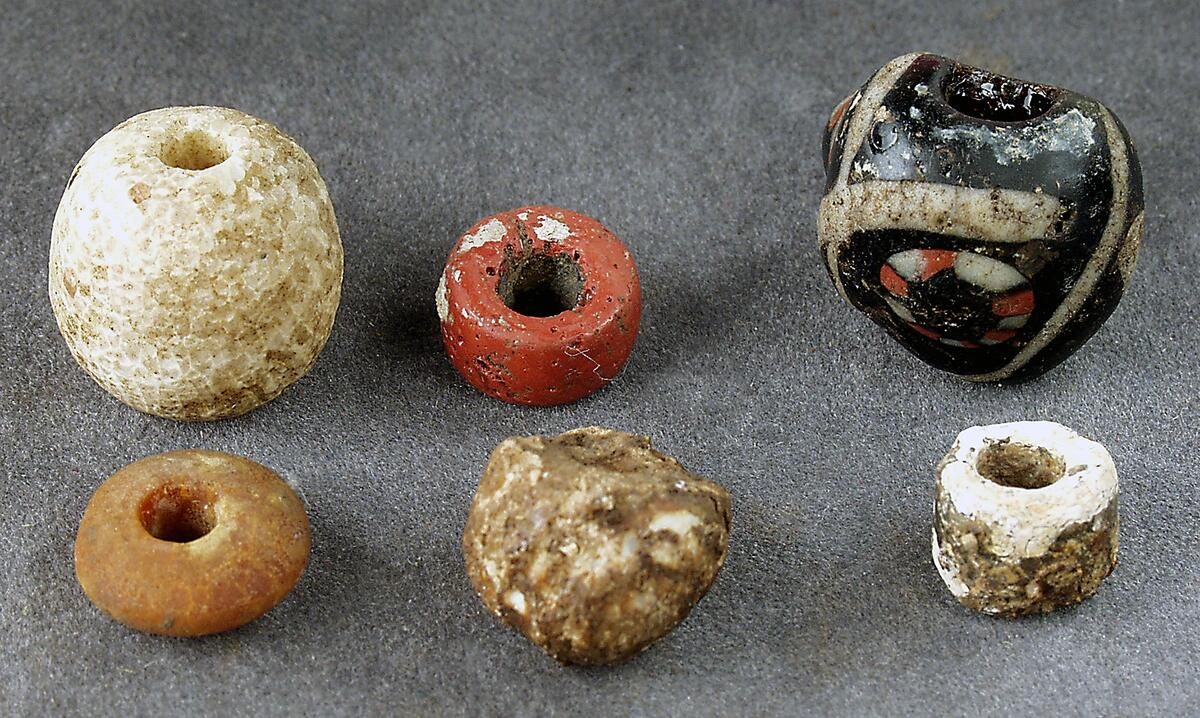
Vikingatida pärlor funna på Gotland.

Pärlor användes under vikingatiden för att utsmycka och de användes i olika sammansättningar. Olika kompositioner som kunde förekomma var att de fästes i rader mellan spännen och de kunde sitta på varierande sätt på ett garnityr. I gravar och depåer har man funnit pärlor i hundratal men man har också hittat pärlor som legat enskilt. Undersökningar om pärlor och dess antal i gravar har gjorts och man har kommit fram till att mängden pärlor i kvinnogravar är inte samma som antalet pärlor i mansgravar. Något som indikerar att en kvinna begravts i en grav är att man funnit tre eller fler pärlor i graven och om det är färre än det så pekar det på att graven tillhör en man. Pärlor som hittats har varit av glas och glasfluss och de pärlorna förekom i flera olika färger och variationer, bland annat rött, blått, vitt, brunt, orange och svart. Man har även hittat pärlor av denna typ som är ofärgade, mönstrade och flerfärgade. Andra varianter på pärlor som man funnit är pärlor av till exempel snäckskal, bergkristall, bärnsten och kalksten. Sedan har man även hittat pärlor av högklassiga material som brons, guld och silver.

#### Armsmycken och dräktnålar
De typer av armsmycken som kvinnorna på Gotland använde var av typen armringar, vilka är slutna och sedan även armbyglar, vilka är öppna. Dessa typer av smycken varierade i enkelhet och stil. En del var stilrena och av en enklare typ samtidigt som det fanns armringar och armbyglar som var mer utsmyckade och hade reliefornamentik. Dessa smycken kunde vara gjorda i både brons och silver. Dräktnålar vet man inte så mycket som när det kommer till smyckets funktion men vad man sett är att de ofta förekommer i kvinnliga gravar. I gravar kan man se dem placerade på olika ställen vid skelettet, både vid halsen och vid axlarna. Dräktnålarna som man hittat har ibland haft hål där något typ av tråd kunde knytas fast för att en pärla skulle kunna placeras där.

## Den mäktiga kvinnan Kata
År 2005 började arkeologer intressera sig för den västgötska Storgården i Varnhem, en plats som idag kallas för Kata gård efter namnet på den kvinna som styrde där under vikingatidens slut. På platsen har man funnit Sveriges äldsta daterade stenkyrka och tusentals gravar från vikingatiden. Bland dessa gravar som undersökts har man grävt fram en grav som tillhör vikingakvinnan Kata. Hennes grav är mycket fin och speciell, den är gjord av kalksten och ligger nära intill kyrkoruinen, detta pekar på att hon var en betydelsefull person. Vid graven har man även funnit en dyrbar runsten med skriften "Kättil gjorde denna sten efter Kata sin hustru, Torils syster". Något annat som visar på hennes höga samhällsställning är hennes skelett. Hennes muskelfästen är i gott skick och hennes skelett är utan förslitningsskador, detta tyder på att hon inte utsatte sin kropp för hårt kroppsarbete. Något ovanligt man sett genom att titta på Katas kvarlevor är att tänderna är välbehållna. Det ovannämnda tyder på att Kata levde ett minst sagt privilegierat liv.

## Kristendomen förändrade kvinnornas liv
Att kristendomen tog över Norden kring 1000-talet skulle komma att förändra kvinnornas betydelse och deras roll i samhället. Den dåvarande kulturen uppe i Norden byttes ut mot kristna värderingar och samhällsstrukturen förändrades. I och med kristendomens genomslag blev kvinnan underordnad mannen trots att kvinnan i regel skulle vara lika mycket värd som mannen och att de skulle var jämlika inför Gud. Tidigare under vikingatiden hade kvinnan haft mycket att säga till om när det kom till kärlekslivet och äktenskap men nu var det männens villkor som gällde. Kvinnan hade knappt något att säga till om och sexualiteten från kvinnas håll sågs som skamlig. Under tidigare delen av vikingatiden arbetade ofta männen och kvinnorna med samma saker, yrkena var tillåtna för alla. Detta förändrades i och med kristendomen, inga kvinnor fick längre arbeta som präster eller läkare och yrken som ansågs som manliga fick endast män arbeta med. Det lilla ekonomiska och politiska inflytande som kvinnorna tidigare haft försvann helt.